# Steve Watts
Steve R. Watts (* 8. března 1979 Anglie) je youtuber a učitel angličtiny pro děti.

## Život
Steve Watts se narodil v Anglii, studoval Ashlawn School a Kingstonskou Univerzitu v Londýně. Angličtinu začal učit děti v Tokiu v roce 2002, poté se přestěhoval do Liberce.

## YouTube
V roce 2005 vytvořil vzdělávací YouTube kanál Steve and Maggie. Jeho videa však jsou distribuována i na Amazon Prime, Tubi TV nebo španělské TV3. Na Youtube vznikl také hudební kanál Sing with Steve and Maggie, který je mimo jiné distribuován i na Spotify.
YouTube kanál Steve and Maggie (Wow!English) má celosvětově přes 12 milionů odběratelů, jeho videa mají ročně přes dvě miliardy zhlédnutí a sledují je děti ve více než 30 zemích světa. Seriál o Stevovi a Maggie je údajně nejznámějším dětským seriálem na světě. Steve Watts také vytváří učebnice Wow!English pro mateřské a základní školy.